# Kanklės
Kanklės (litovščina [ˈkɐŋkleːs]), tudi kankliai, kunkliai, kunklaliai, kanklos, kanklys, kanklus, kunkl, kankalai , je litovsko brenkalo (strunsko glasbilo), ki spada v družino baltskih škatlastih citer, znanih kot baltska psalterija, skupaj z latvijskim glasbilom kokle, estonskim kannel, finskim kantele in ruskim gusli.

## Etimologija
Po besedah finskega jezikoslovca Eina Nieminena ime glasbila, skupaj z imeni večine njegovih sosednjih sorodnikov, verjetno izvira iz protobaltske oblike *kantlīs/*kantlēs, kar je prvotno pomenilo 'pojoče drevo', najverjetneje izhaja iz protoindoevropskega korena *qan- ('peti, zveneti'; prim. latinsko canto, cantus, canticum, italijansko cantare, francosko chanter, angleško chant, cantor).
Litovski etnolog Romualdas Apanavičius meni, da bi kanklės lahko izhajal iz protoevropskega korena *gan(dh)-, kar pomeni 'posoda; držalo (od meča)', kar kaže na to, da je morda sorodna z rusko besedo gusli.

## Zgradba
Čeprav se kanklės razlikujejo tako regionalno kot posamezno, obstaja nekaj skupnih značilnosti pri njihovi konstrukciji.
Kanklės spadajo v družino citer, kar pomeni, da so njihove strune vzporedne z zvočno ploščo (ne pravokotne, kot pri harfi) in ne segajo preko nje (ne kot na primer pri kitari, kjer segajo do vratu). Telo kanklėsa je narejeno iz enega trapezastega kosa lipe, jesena, hrasta, javorja ali črne jelše, ki je izdolben, da ustvari votlino. Za izdelavo zvočne plošče se uporablja tanek list mehkega lesa (običajno smreke), ki pokriva telo. Zvočne luknje, ki imajo tradicionalno obliko stilizirane rože ali zvezde, so vrezane v zvočno ploščo, kar omogoča, da zvok pronica navzven. Na najožji strani telesa je pritrjena kovinska palica, na katero so zasidrane strune iz žice ali črevesja. Nasprotni konci strun so pritrjeni na vrsto zatičev za uglaševanje, vstavljenih v luknje na nasprotni strani telesa.
Kanklės običajno počiva v igralčevem naročju in se igra s prsti ali trzalko iz kosti ali peresa.

## Zgodovina
Po besedah Birutė Žalalienė bi se psaltir, ki prihaja iz Zahodne Evrope, lahko uporabljal v Litvi za spremljavo cerkvenega petja že od 15. stoletja, pozneje pa v ljudski glasbi v Mali Litvi in Žemajtiji.
Besedo kanklės je leta 1580 prvič v pisni obliki uporabil Jonas Bretkūnas v svojem prevodu Svetega pisma. Vincas Kudirka je v letih 1895 in 1898 izdal dve zbirki ljudskih pesmi, prirejenih za zbor, z naslovom Kanklės. Leta 1906 je Pranas Puskunigis ustanovil ansambel igralcev kanklėsa, večinoma iz študentov učiteljskega semenišča Veiveriai v Skriaudžiaiju. Ta ansambel, znan kot Kanklės od leta 1984, nadaljuje z igranjem še danes. Leta 1930 so v Kaunasu odprli šolo za igralce kanklėsa. Kanklės poučujejo na Litovski akademiji za glasbo in gledališče od leta 1945. Koncertni kanklės so bili prvič zgrajeni leta 1964.

## Vrste
Apanavičius razvršča kanklės v tri osnovne tradicionalne tipe, čeprav obstajajo razlike znotraj vsake vrste in nekaj prekrivanj območij. Vsaka vrsta ima svojo tehniko igranja.
- Kanklės severovzhodnih Aukštaitijcev: najpreprostejša in najstarejša oblika. Izrezan iz enega kosa lesa v obliki čolna ali krste.
- Kanklės zahodnih Aukštaitijcev in Žemantijcec: nekoliko večji od tistih iz severovzhodne Aukštaitije, običajno imajo med osem in dvanajst strun. Imajo ravno dno, v nekaterih primerih pa je na najkrajšem koncu vklesan stiliziran lik ptičjega ali ribjega repa.
- Kanklės severozahodnih Žemantijcev in Suvalkov: običajno najbolj okrašena vrsta, in
- kanklės, ki se uporabljajo pri koncertnem nastopu, najpogosteje temeljijo na tej vrsti. Najpomembnejša prepoznavna značilnost je dodatek izrezljane spiralne figure na konici telesa instrumenta in včasih zaokroževanje ozkega konca telesa. Običajno imajo ti instrumenti od devet do trinajst strun.

Koncertne kanklės z razširjenim obsegom več kot štirih oktav (29 strun) in dodano kromatičnostjo, ki jo zagotavljajo kovinski vzvodi ob strani inštrumenta, podobni tistim, ki se uporabljajo v keltski ali vzvodni harfi, so leta 1964 izdelali P. Kupčikas po zasnovi P. Stepulisa in D. Mataitienė. Sledili so vodstvu latvijskega koncertnega koklesa, zgrajenega leta 1951.